# Megabit per segon
Un megabit per segon (Mbps o també Mbit/s) és una unitat de la capacitat de transmissió d'informació equivalent a 1.000 kilobits per segon o 1.000.000 bits per segon.
Moltes aplicacions de vídeo s'acostumen a donar en Mbit/s:
- 32 Kbit/s — qualitat videotelèfon (mínima qualitat necessària)
- 2 Mbit/s — qualitat VHS
- 8 Mbit/s — qualitat DVD
- 55 Mbit/s — qualitat HDTV

## Megabyte per segon
Una altra unitat per a la capacitat de transmissió és el Megabyte per segon (MBps o MB/s), el qual correspon a una capacitat 8 vegades més gran que el megabit per segon:
1 megabyte/s = 8 megabit/s
Usualment les interfícies de transmissió entre components dels ordinadors es mesuren en MB/s:
- PATA 33-133 MB/s
- SATA 150-300 MB/s
- PCI 133-533 MB/s

## Confusió
Un megabit per segon no ha de ser confós amb un mebibit per segon:
| 10⁶ bit/s | = | 1.000.000 bit/s | = | 1 Mbit/s (un megabit o un milió bits per segon) |
| 220 bit/s | = | 1.048.576 bit/s | = | 1 Mibit/s (un mebibit per segon)                |

Tot i així, el mebibit per segon no s'utilitza gairebé mai, i no hi ha cap ambigüitat quan es parla de velocitat de transmissió en les telecomunicacions (veure prefix Binari per veure la corresponent definició ambigua quan es parla de la mesura de l'emmagatzematge d'informació digital).